# محطة قطار الذرعان
محطة الذرعان هي محطة قطار جزائرية تقع في بلدية الذرعان بولاية الطارف .

## الموقع في السكك الحديدية
تقع المحطة شمال مدينة الذرعان، على الخط الممتد من عنابة إلى جبل العنق. وتسبقها محطة شبيطة مختار، وتتبعها محطة شيحاني بشير .

## خدمة الركاب

### خدمة
تخدم القطارات الإقليمية محطة الذرعان:
- عنابة – تبسة؛
- عنابة – شيهاني بشير.

### روابط خارجية
- "SNTF". Société nationale des transports ferroviaires (SNTF). مؤرشف من الأصل في 2025-05-31..